# Intel-100-Serie
Die Intel-100-Serie ist eine Serie von Mainboard-Chipsätzen der Firma Intel und Nachfolger der Intel-9-Serie. Die Chipsatzserie trägt den Codenamen „Sunrise Point“. Die Chips unterstützen Prozessoren der Skylake-Generation. Der Chipsatz unterstützt den Sockel 1151.

## Modellübersicht
| Chip- satz | Desktop- Markt- segment | offizieller Launch | System- Bus | PCIe-Lanes | PCIe-Lanes         | PCIe-Lanes | PCI  | USB-Ports | USB-Ports | USB-Ports | SATA-Ports      | SATA-Ports | CPU Performance Tuning | IGP | SSD- Caching | TDP | vPro | VT-d |
| Chip- satz | Desktop- Markt- segment | offizieller Launch | System- Bus | PEG        | PEG- Aufteilung    | Chipsatz   | PCI  | ge- samt  | USB 2.0   | USB 3.0   | Rev. 3.0 6 GB/s | RAID- Modi | CPU Performance Tuning | IGP | SSD- Caching | TDP | vPro | VT-d |
| ---------- | ----------------------- | ------------------ | ----------- | ---------- | ------------------ | ---------- | ---- | --------- | --------- | --------- | --------------- | ---------- | ---------------------- | --- | ------------ | --- | ---- | ---- |
| H110       | Low-End                 | Q3 2015            | DMI 2.0     | 16 (2.0)   | 1×16               | 06 (2.0)   | nein | 10        | 10        | 04        | 04              | nein       | nein                   | 02  | nein         | 6 W | nein | ja   |
| B150       | OEM                     | Q3 2015            | DMI 3.0     | 16 (3.0)   | 1×16               | 08 (3.0)   | nein | 12        | 12        | 06        | 06              | nein       |                        | 03  | nein         | 6 W | nein | ja   |
| Q150       | Business                | Q3 2015            | DMI 3.0     | 16 (3.0)   | 1×16               | 10 (3.0)   | nein | 14        | 14        | 08        | 06              | nein       | nein                   | 03  | nein         | 6 W | nein | ja   |
| H170       | Business                | Q3 2015            | DMI 3.0     | 16 (3.0)   | 1×16               | 16 (3.0)   | nein | 14        | 14        | 08        | 06              | 0/1/5/10   |                        | 03  | ja           | 6 W | nein | ja   |
| Q170       | Business                | Q3 2015            | DMI 3.0     | 16 (3.0)   | 1×16 2×8 1×8 + 2×4 | 20 (3.0)   | nein | 14        | 14        | 08        | 06              | 0/1/5/10   |                        | 03  | ja           | 6 W | ja   | ja   |
| Z170       | Perfor- mance           | Q3 2015            | DMI 3.0     | 16 (3.0)   | 1×16 2×8 1×8 + 2×4 | 20 (3.0)   | nein | 14        | 14        | 08        | 06              | 0/1/5/10   | ja                     | 03  | ja           | 6 W | nein | ja   |